# Henrik Göransson
Anders Henrik Göransson, född 26 augusti 1843 i Gävle, död 15 juni 1910 i Högbo, var disponent / VD på Sandvikens Jernverks Aktie Bolag (Sandvik AB) 1868–1910. Han var son till grundaren av järnverket och orten Sandviken Göran Fredrik Göransson och Elisabeth Sehlberg (1820–1878), far till Sigrid och Fredrik Göransson samt svärfar till Gustav Olin.
Hans främsta insats som chef var att skapa en exportorganisation för firmans alster. Han var även livligt intresserad för arbetarna och skapade välfärdsinrättningar av olika slag.